# Bill-Master
АСР «Билл-Мастер» (Billmaster) — автоматизированная система расчетов, предназначенная для средних и крупных операторов связи, в сетях емкостью до 10 млн абонентов. АСР разрабатывается с 1999 года. Компания-разработчик Inline Telecom Solutions.

## Этапы эволюции
- 1999 — вышла первая версия системы АСР "Билл-Мастер" 1.0. Поддержка оборудования Cisco. Модули: Dialup, LL, VPN.
- 2001 — версия 2.0. Добавлены модули Voip, SSG, дилеров карт.
- 2004  — версия 3.0. Добавлены модули IPTV, Inventory, PSTN, Телематики.
- 2006 — версия 4.2. Реализована поддержка ISG, интеграция с платежными системами, 1С. Добавлен модуль ServiceDesk.
- 2009 — версия 6.1. Добавлена функциональность: пени/штрафы, временная блокировка услуг, опциональные сервисы. Поддержка оборудования Mera, Quintum.
- 2010 — версия 7.5. Добавлены модули Order Management, Service Provisioning. Поддержка оборудования Huawei, Juniper. Поддержка WiMax сетей. Поддержка netflow v.9.
- 2011 — версия 8.0. Пакетирование услуг, бонусы, скидки, рабочее место кассира, поддержка IPv6.

## Техническая информация
СУБД: Oracle 9/10/11g
Клиентская часть: web-интерфейс
ОС: Linux, FreeBSD, Solaris
Протоколы: RADIUS, Diameter, Netflow, IPv6
- Официальный сайт АСР "Билл-Мастер"
- Официальный сайт Inline Telecom Solutions
- Сертификат соответствия
- АСР "Билл-Мастер" / Заказчики